# Mauricio García Araujo
Mauricio García Araujo  (Maracaibo, 6 de junio de 1930-Bonaire, 13 de diciembre de 2012) fue un economista venezolano vinculado tanto al sector público como al privado. Fue presidente del Banco Central de Venezuela entre 1987 y 1989, durante el periodo presidencial de Jaime Lusinchi (1984-1989). 

## Biografía

### Primeros años
García Araujo nació el 6 de junio de 1930 en Maracaibo, Venezuela.

### Estudios Universitarios
En 1953 Mauricio García Araujo obtuvo el título de economista y un Máster en Administración de Empresas en la Universidad de Columbia.

### Servicio público
García Araujo fue Presidente del Banco Central de Venezuela entre 1987 y 1989, ya había sido director de dicha institución entre 1968 y 1974.
También fue  Miembro del Directorio de PDVSA y de la Corporación Venezolana de Guayana.

### Sector privado
Mauricio García Araujo asesoró importantes grupos empresariales venezolanos, entre los que se encuentran: el Grupo Vollmer, el Grupo Mendoza y el Grupo Mercantil.
Fue asesor de la junta directiva de Hospital de Clínicas Caracas, y de La Electricidad de Caracas. Desde 2007 la propiedad de la Electricidad de Caracas está en manos del Estado Venezolano. 
A partir de los años 90, García Araujo se especializó en la asesoría de empresas familiares y la ponencia de cursos y talleres tanto en Venezuela como internacionalmente.

### Instituciones académicas
En 1961, fue miembro fundador del Instituto de Estudios Superiores de Administración – IESA en San Bernardino, Caracas.
Se desempeñó como profesor honorario de la Universidad Rafael Urdaneta de Maracaibo y fue fundador de la Cátedra Andrés Bello en la Universidad de Oxford.
García Araujo fue profesor del Instituto de Gerencia y Estrategia del Zulia (IGEZ). El IGEZ creará una cátedra con su nombre para el estudio de la empresa familiar venezolana.

### Gremios
García Araujo fue Presidente de la Asociación Venezolana de Ejecutivos (AVE) entre 1966 y 1968, además fue miembro fundador del Comité de Gobierno Corporativo y consejero permanente de dicha asociación.

## Publicaciones
- El gasto público consolidado en Venezuela: conferencia 1971.[6]
- La economía venezolana: ¿de dónde viene?, hacia ¿dónde va? hay esperanzas? Autores: Mauricio García Araujo, Jorge Olavarría, 1981.[7]
- The impact of petrodollars on the economy and the public sector of Venezuela. Autores: Mauricio García Araujo, Latin American Studies Association, National Meeting, 1982.
- The politics of hydrocarbons in Venezuela, Center for the Study of Western Hemispheric Trade, 1996.[8]
- Todo Uslar. Autores: Mauricio García Araujo, Arturo Uslar Pietri, 2008.[9]